# Hagen Keller
Ruedi Hagen Keller (Friburgo in Brisgovia, 2 maggio 1937) è uno storico e diplomatista tedesco, specializzato nei periodi dell'alto e pieno Medioevo.
Si occupa principalmente dell'età ottoniana, dei comuni urbani italiani (ne ha identificato i primi ceti dirigenti non nella borghesia, bensì negli aristocratici vassalli dei vescovi) e della cultura scritta nel Medioevo. Dal 1982 fino al suo pensionamento nel 2002, Keller ha insegnato come professore di storia medievale presso l'Università di Münster. Lì nacque una collaborazione particolarmente proficua con il collega Gerd Althoff. Con il loro lavoro, Keller e Althoff hanno dato un contributo decisivo alla reputazione di Münster negli studi medievistici internazionali. La ricerca di Keller ha esercitato una notevole influenza sugli studi medievistici tedeschi e internazionali a partire dagli anni '80 e ha portato a una rivalutazione della regalità altomedievale.

## Biografia

### Origini e primi anni
Hagen Keller è nato a Friburgo in Brisgovia nel maggio 1937, figlio dell'imprenditore autonomo Rudolf Keller e di sua moglie Ruth, nata Frankenbach. Ha quattro fratelli, tra cui il vulcanologo Jörg Keller. L'Italia esercitava un'attrazione speciale su tutta la famiglia, ed essa vi si recò si recò per la prima volta sul Lago Maggiore nel 1952. A partire dagli anni '50, il padre stabilì relazioni commerciali con l'Italia, importando macchinari italiani per la lavorazione del legno. I fratelli minori Hagen hanno continuato questa attività. La sorella minore di Keller, da ragazza alla pari, dava lezioni di tedesco ai figli di una famiglia italiana. Jörg Keller andò temporaneamente a Catania per studiare e successivamente e poi ha lavorato come vulcanologo in Italia.
Dopo il bombardamento di Friburgo nel 1944 (operazione Tigerfish), la famiglia visse a Pfullendorf, a nord del Lago di Costanza e tornò nel 1950 a Friburgo. Durante gli anni di scuola, Hagen Keller era molto interessato all'astronomia. Egli, nella sua infanzia, non era molto interessato ai romanzi storici o alle biografie, la sua curiosità storica era piuttosto stimolata dai monumenti e dagli oggetti concreti. Il punto di partenza per la sua consapevolezza storica sono state le esperienze dirette della sua infanzia, la seconda guerra mondiale e il nazionalsocialismo.
Nel 1956, Keller si diplomò al Kepler Gymnasium di Friburgo. Ispirato dalle sue lezioni alle superiori di matematica e fisica, inizialmente voleva studiare queste materie all'università, ma scartò questa idea poco prima dell'inizio del semestre, decidendo di diventare un insegnante. Dal semestre estivo 1956 al semestre estivo 1962, studiò storia, filologia latina, scienze politiche, germanistica, filosofia e sport presso le Università di Friburgo e di Kiel. Completò il Proseminar medievale nel primo semestre con Manfred Hellmann. Il suo interesse per il Medioevo si rafforzò nel suo terzo semestre nell'estate del 1957, quando Hans Blumenberg tenne una conferenza a Kiel sulla filosofia del XIV e XV secolo. Dopo il suo ritorno a Friburgo, Keller si concentrò su quest'epoca, soprattutto con Gerd Tellenbach.

### Carriera accademica
Dall'inizio del 1959, Keller faceva parte del "Freiburger Arbeitskreis" sulla ricerca prosopografica medievale, un gruppo di giovani ricercatori guidati da Gerd Tellenbach. Lì conobbe Karl Schmid, Joachim Wollasch, Eduard Hlawitschka, Hansmartin Schwarzmaier e Wilhelm Kurze. Lo scambio professionale con Karl Schmid ha avuto su di lui un impatto particolarmente duraturo. Come studente di Tellenbach, Keller si occupò inizialmente di questioni fondamentali della storia alemanno-franca dell'alto medioevo. Nel 1962 ha conseguito il dottorato con Tellenbach con la tesi Kloster Einsiedeln im ottonischen Schwaben (L'abbazia di Einsiedeln nella Svevia ottoniana).
Nel 1962/63, Keller è stato assistente di ricerca di Tellenbach presso l'Institut für Geschichtliche Landeskunde dell'Università di Friburgo, quindi dal 1963 al 1969 assistente di ricerca presso l'Istituto Storico Germanico di Roma. Durante il suo soggiorno a Roma, Keller trovò una delle sue future aree di interesse nella struttura sociale dell'Italia nel Medioevo. In Italia, Keller trascorse anche i primi anni del suo matrimonio con Hanni Kahlert, che aveva sposato nel 1964.
Dal 1969 al 1972 Keller ha lavorato di nuovo come assistente di ricerca presso l'Historisches Seminar dell'Università di Friburgo. Lì ha acquisito l'abilitazione all'insegnamento in storia medievale e moderna nel 1972 con la tesi Senioren und Vasallen, Capitane und Valvassoren. Untersuchungen über die Führungsschicht in den lombardischen Städten des 9.–12. Jahrhunderts unter besonderer Berücksichtigung Mailands (Anziani e vassalli, capitanei e valvassori. Studi sulla classe dirigente nelle città lombarde dei secoli IX-XII con particolare riferimento a Milan). La tesi di abilitazione è stata sostanzialmente rivista e ampliata per la stampa. Ha tenuto la sua prima lezione a Friburgo nel luglio 1972 denominata Spätantike und Frühmittelalter im Gebiet zwischen Genfer See und Hochrhein (tarda antichità e l'alto medioevo nell'area tra il Lago di Ginevra e l'Alto Reno).
Dopo un altro soggiorno presso l'Istituto Storico Germanico di Roma dal 1972 al 1973, Keller ha lavorato come Privatdozent a Friburgo. Nel 1976 è nominato professore a contratto. Nel 1978 ha ricevuto una cattedra C3 per la storia medievale presso l'Università di Friburgo. Nel 1979/80 è stato decano della Facoltà di Filosofia IV e portavoce del Gemeinsamer Ausschuss delle Facoltà di Filosofia dell'Università di Friburgo. Dal 1980 al 1982, Keller ha diretto l'Abteilung Landesgeschichte nell'Historisches Seminar.
Nel 1982 è stato nominato successore di Karl Hauck all'Università di Münster, dove è stato professore ordinario di storia medievale e condirettore dell'istituto per la ricerca altomedievale fino al suo pensionamento nel 2002. Ha tenuto la sua prima lezione nel giugno 1983 sulla crescita demografica e l'organizzazione sociale nell'Alto Medioevo europeo, prendendo come esempio la società agraria dell'Italia settentrionale nel XII e XIII secolo. A Münster, Keller è stato uno dei fondatori e portavoce di lunga data del Centro di ricerca collaborativa "Träger, Felder, Formen pragmatischer Schriftlichkeit" e gruppo di formazione alla ricerca "Schriftkultur und Gesellschaft im Mittelalter". Keller è stato determinante nel trasformare Münster in un centro di studi medievistici internazionale. Come docente accademico, ha supervisionato 25 tesi di laurea e cinque tesi di abilitazione. Tra i suoi studenti accademici figurano Franz-Josef Arlinghaus, Marita Blattmann, Christoph Dartmann, Jenny Rahel Oesterle, Hedwig Röckelein, Thomas Scharff e Petra Schulte. Gli successe a Münster Martin Kintzinger. Keller ha tenuto la sua ultima lezione a Münster nel luglio 2002 sul superamento e sulla presenza del “Medioevo” nella modernità europea, in cui ha cercato di definirne la posizione: secondo lo studioso, la diffusa auto-rappresentazione sociale di prendere le distanze dal Medioevo è rilevabile fin dal XV secolo, in quanto la Riforma, la rivoluzione, la razionalità e le invenzioni tecniche, insieme al loro uso economico e militare, formarono i principi guida e il quadro di vita in cui la gente cercò di prendere le distanze dal Medioevo. Gli storici degli ultimi tre decenni, tuttavia, hanno sempre più relativizzato il confine epocale intorno al 1500. La discussione accademica sui confini delle epoche e sulle designazioni epocali illustra un nuovo modo di pensare la relazione tra il presente e il nostro lungo passato. In vista di una consapevolezza sempre più incerta dell'epoca, Keller individua il compito e l'attualità degli studi medievali nel conferire sicurezza alle persone, per la quale è necessaria la conoscenza del passato.
Keller è stato condirettore della Propyläen Geschichte Deutschlands dal 1982 al 1995 ed è stato condirettore della collana Münstersche Historische Forschungen dal 1991. Dal 1988 al 2011 è stato curatore degli Frühmittelalterliche Studien. Dal 1980 è membro della Kommission für geschichtliche Landeskunde in Baden-Württemberg, dal 1989 del Konstanzer Arbeitskreis für mittelalterliche Geschichte e dal 1990 della Historische Kommission für Westfalen. Keller ha insegnato, come visiting professor, presso l'Istituto Italiano per gli Studi Storici di Napoli (1979), presso l'Università di Firenze (1997) e presso l'École des hautes études en sciences sociales di Parigi (2001). Nel 2002 è stato ammesso alla British Academy e nello stesso anno è diventato membro della Royal Historical Society di Londra. Il 36° volume delle Frühmittelalterliche Studien è stato dedicato a lui. In occasione del suo 70º compleanno nel 2007, si è tenuto un convegno in suo onore a Münster, i cui lavori sono stati pubblicati nel 2011 nell'antologia Zwischen Pragmatik und Performanz. Dimensionen mittelalterlicher Schriftkultur. In occasione del suo 80º compleanno, nel maggio 2017 si è tenuto una conferenza presso l'Historisches Seminar dell'Università di Münster, in cui l'attenzione si è concentrata sulle prospettive attuali di una storia della politica nel Medioevo.

## Lavori
Keller ha prodotto oltre 150 pubblicazioni. Sono significativi i suoi lavori sui fondamenti e le manifestazioni della regalità ottoniana, sulla nobiltà e la società urbana in Italia, sugli sconvolgimenti nel periodo Salico e Staufer e sul primo periodo del ducato alemanno. Dal 1975 ha lavorato a stretto contatto con Gerd Althoff, allievo del mentore di Keller, Karl Schmid. Il loro scambio fu particolarmente fruttuoso per lo studio della storiografia ottoniana e del complesso problematico del comportamento di gruppo e della statualità.

### Fondamenti della regalità ottoniana

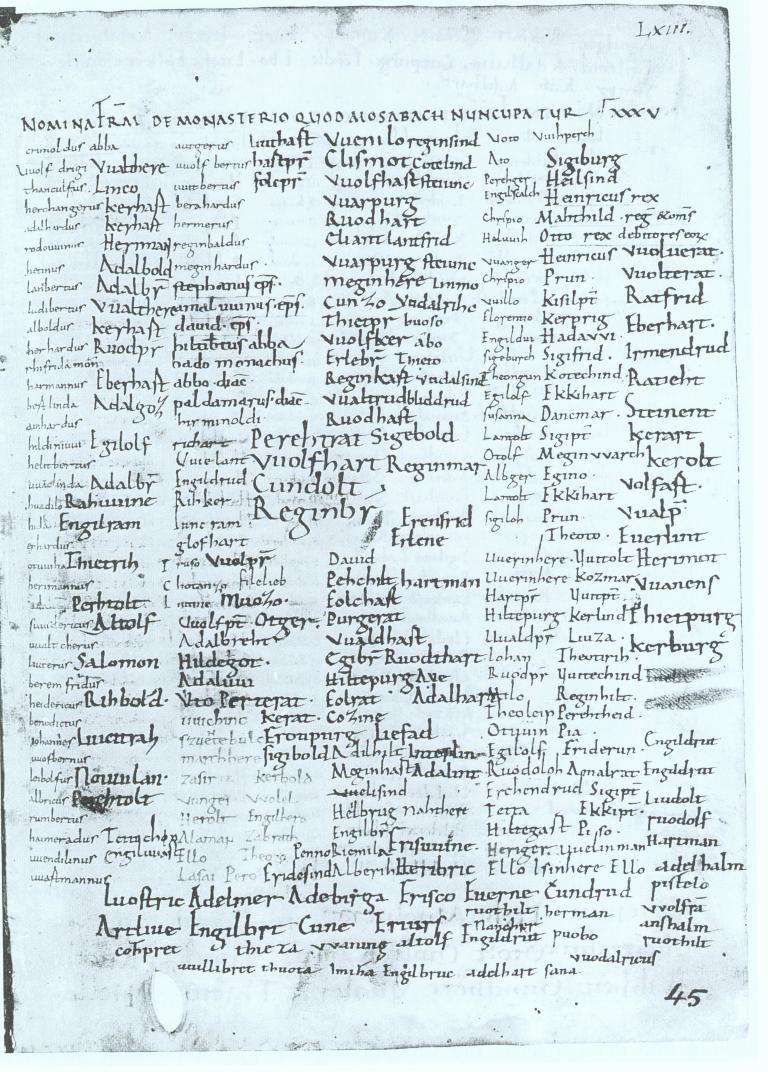
Il Verbrüderungsbuch dell'abbazia di Reichenau registra i nomi della famiglia reale ottoniana e dei loro più importanti collaboratori dal 929.

Il punto di partenza per il lavoro di Keller sulle modalità di funzionamento della regalità ottoniana è la ricerca del suo maestro Gerd Tellenbach. Negli anni '50, il "Freiburger Arbeitskreis" riconobbe che le voci nei Verbrüderungsbuch e nei libri memoriali dell'Alto Medioevo erano effettuate in gruppi. I membri delle classi dominanti facevano sempre più spesso inserire i nomi dei loro parenti e amici nei libri commemorativi dei monasteri in tempi di crisi. Questo aspetto non era stato considerato dalla precedente ricerca e di orientamento giurisprudenziale. L'analisi della tradizione memoriale ha portato a una comprensione completamente nuova dei legami e dei contatti che la nobiltà, le chiese e la regalità mantenevano tra loro, e ciò ha reso anche più comprensibili le spiegazioni della storiografia di epoca ottoniana. Il "Freiburger Arbeitskreis" ha presentato numerosi lavori prosopografici e storici, aristocratici e sociali, in particolare per il X secolo. Secondo Gerd Althoff, la discussione scientifica sull'“emergere” del regno “tedesco” fu importante anche per la ricerca di Keller. Di conseguenza, nel 1983, in occasione dell'80º compleanno di Gerd Tellenbach, Keller formulò la sua nuova visione dei "fondamenti della regalità ottoniana". Le sue osservazioni mostrano che valutò questa regalità in modo diverso rispetto al suo maestro Tellenbach e ad alcuni dei suoi studenti più anziani come Josef Fleckenstein. Secondo Fleckenstein, tutte le attività del re erano finalizzate nel lungo termine a rafforzare il suo potere sulla nobiltà e sulla chiesa. Keller, d'altra parte, ha basato la sua analisi dell'ordine politico del periodo ottoniano su un sistema di governo policentrico. Secondo lo studioso, un'enumerazione degli Hoftag così come dei possedimenti regi, dei prelievi, dei dazi doganali e di altre entrate non descrive adeguatamente ed esaustivamente l'ordine statale e le possibilità di organizzazione politica nei secoli X e XI. Per Keller, non era più l'acquisizione e l'aumento del potere il metro per giudicare le conquiste dei governanti ottoniani, ma la loro funzione di integrazione. Alla monarchia era stato affidato il compito di integrare i singoli signori aristocratici «attraverso la formazione di rapporti personali e conferendo loro così la qualità di un ordinamento giuridico e di governo». Con queste intuizioni, il quadro tracciato da Otto Brunner e Theodor Mayer sotto l'influenza del nazionalsocialismo di uno stato associativo personale (Personenverbandsstaat) basato sulla lealtà e sulla fedeltà (Gefolgschaft) a un leader fu considerato superato. Successivamente, Gerd Althoff ha esaminato le reti personali di relazioni che i re e i grandi costruivano, mantenevano e, se necessario, erano in grado di cambiare tra di loro.
Uno studio metodologicamente importante per comprendere la regalità ottoniana è il saggio di Keller, pubblicato nel 1982, Reichsstruktur und Herrschaftsauffassung in ottonisch-frühsalischer Zeit, che Gerd Althoff ha definito la «scintilla iniziale» per ulteriori ricerche sui fondamenti della regalità ottoniana. In questo lavoro, Keller ha esaminato la relazione dei governanti ottoniano-salici con i duchi della Germania del Sud in Baviera e Svevia sulla base dei luoghi di emissione dei documenti di Ottone I, Enrico II e Enrico III, esaminando così, per la prima volta, l'importanza della Svevia nell'itinerarium degli Ottoniani e dei primi Salici. Keller osservò un profondo cambiamento nella regalità ottoniana: fino all'epoca di Ottone III, la Svevia era usata solo come regione di transito verso l'Italia e i soggiorni regi furono molto più brevi. A partire dall'anno 1000, tuttavia, era pubblicamente dimostrata dalla «presenza periodica della corte in tutte le parti dell'impero». Questo saggio ha aperto la strada a una nuova comprensione dell'estensione della regalità ottoniana nell'impero.
Nella loro doppia biografia del 1985 dei primi due ottoniani, Enrico I e Ottone I, Hagen Keller e Gerd Althoff hanno fatto un uso intensivo delle conoscenze sull'uso commemorativo della preghiera medievale. In particolare, la commemorazione della preghiere negli Hauskloster ottoniani di Luneburgo e Merseburgo ha aperto uno squarcio sulle relazioni di parentela e di alleanza dei nobili proprietari. Le amicitiae divennero lo strumento centrale del governo di Enrico I nei rapporti con i grandi, i convivia (banchetti rituali comuni) furono il punto di partenza per alleanze politiche e le congiure (si veda ad esempio la congiura di Enrico I, che prese forma proprio in un convivia). Per Althoff e Keller, i primi due sovrani ottoniani non erano più simboli della potenza e grandezza primigenia della Germania, ma piuttosto rappresentanti di una società lontana ed arcaica. Keller e Althoff apportarono un cambiamento strutturale al governo di Enrico I e Ottone I: come re, aveva raggiunto un equilibrio con numerosi governanti con l'aiuto di alleanze formali di amicizia. Per Keller e Althoff, l'accordo fatto con i duchi sulla base di queste Einung fu una delle «basi per un rapido successo nella stabilizzazione della regalità». Il figlio di Enrico, Ottone I, invece, non continuò queste alleanze reciprocamente vincolanti (pacta mutua) con i grandi del regno, provocando così dei conflitti. Ottone non mostrò alcuna considerazione per le pretese dei suoi parenti e della nobiltà, ma piuttosto si preoccupò di affermare la sua autorità decisionale regia. Adottando le tradizioni carolingie, Ottone rimarcò la distanza tra il sovrano e la nobiltà. Riguardo alle alleanze di amicizia tra Enrico e i duchi della Germania meridionale, Althoff e Keller ritenevano che, secondo l'interpretazione dell'epoca, «le pretese dei duchi erano poco meno fondate o giustificate della sua stessa pretesa alla regalità»: di conseguenza, era coerente che Enrico, rinunciando all'unzione quando divenne re, rinunciasse anche ad un'ulteriore legittimazione della sua regalità. La presa di coscienza del significato delle alleanze di amicitia ha anche relativizzato l'immagine di un re anticlericale tracciata nelle ricerche più vecchie. Enrico strinse dei Gebetsverbrüderung con grandi ecclesiastici e secolari. Secondo Althoff e Keller, inoltre, i patti di amicizia con i duchi crearono anche nuovi margini di manovra per il re, in quanto gli stessi grandi avevano legami e obblighi che trascendevano i confini del regno. L'accordo con i duchi e il conseguente aumento di potere e gloria diedero al re nuove opportunità di lavorare a suo vantaggio nelle aree limitrofe del regno.
Alla Deutschen Historikertag nel 1988 a Bamberga, Keller diresse la sezione "Gruppenbindung, Herrschaftsorganisation und Schriftkultur unter den Ottonen" (Legami di gruppo, organizzazione del potere e cultura scritta tra gli Ottoniani). In quel periodo si occupò del problema fondamentale della “statualità” nell'alto medioevo e tenne la conferenza "Zum Charakter der ‚Staatlichkeit‘ zwischen karolingischer Reichsreform und hochmittelalterlichem Herrschaftsausbau" (Sul carattere della “statualità” tra la riforma carolingia dell'impero e l'espansione del dominio nell'alto medioevo). Secondo Keller, la cultura politica degli Ottoniani nel X secolo non può essere esemplificato con le categorie dello stato moderno: il dominio ottoniano si amministrava in gran parte senza forma scritta, senza istituzioni, senza competenze e istanze regolamentate, ma soprattutto senza monopolio della forza. L'ordine politico del periodo ottoniano era caratterizzato dall'oralità, dai rituali e dai legami personali, mentre l'impero carolingio era caratterizzato dalla scrittura, dalle istituzioni, da una forte forma di governo centralizzato e dall'assegnazione regia degli uffici. Le possibilità e i limiti del governo regio nel X secolo in queste condizioni sono stati esaminati a Bamberga da Gerd Althoff per quanto riguarda i meccanismi istituzionali di risoluzione dei conflitti tra re e grandi, e da Rudolf Schieffer sulla base della relazione dell'episcopato al re. Le lezioni tenute a Bamberga sono state pubblicate nel 1989 su Frühmittelalterliche Studien e sono un importante punto di partenza per una rivalutazione della regalità ottoniana.
Le scoperte della tradizione memoriale crearono anche nuove condizioni per leggere le opere della storiografia ottoniana. Nel corso dell'indicizzazione dei libri commemorativi monastici del periodo carolingio e ottoniano, Karl Schmid si imbatté in una voce nel libro commemorativo di Reichenau che si riferisce a Ottone come rex già nel 929. I suoi contributi di ricerca del 1960 e del 1964 sulla successione al trono di Ottone I introdussero nuovi fatti nella discussione scientifica. Fino ad allora, le ricerche si erano basate esclusivamente sulle informazioni fornite da Vitichindo di Corvey, le cui Res Gestae Saxonicae sembravano indicare che il re Enrico I avesse scelto suo figlio maggiore Ottone come suo successore nel 936 e quindi solo poco prima della sua morte. In un saggio sul racconto di Vitichindo sull'elevazione regia di Ottone il Grande ad Aquisgrana, scritto nel 1995 nell'ambito della discussione sulla critica della memoria e della tradizione, Keller ha invece sottolineato l'importanza dei risultati che Karl Schmid ha ottenuto sulla base della tradizione memoriale: essi «permettono ed impongono un diverso tipo di accesso: vale a dire esaminare l'intenzione rappresentativa e il suo effetto "deformante" sul "resoconto" in un punto centrale confrontando informazioni diverse». Allo stesso tempo, Johannes Fried ha sottolineato che gli eventi storici sono soggetti a un forte processo di deformazione. La memoria storica «cambiava incessantemente e impercettibilmente, anche durante la vita delle persone coinvolte» e la visione del passato che ne risultava era, secondo Fried, «mai identica alla storia reale» e quindi, in conclusione, per Fried la Res Gestae Saxonicae di Vitichindo di Corvey, la fonte principale per la prima regalità ottoniana, è «un costrutto saturo di errori». Basandosi sul lavoro di Schmid su un possibile piano di successione per Enrico I già nel 928/29, Keller si dedicò ancora una volta alla critica di Vitichindo. In contrasto con l'approccio metodologico di Johannes Fried, che partiva dall'inaffidabilità della storiografia ottoniana, e perseguito dagli storici Fedor Schneider, Martin Lintzel e Carlrichard Brühl, Keller si è concentrato sugli effetti di un racconto deliberatamente modellante e deformante, che cerca di mostrare qualcosa di specifico sugli eventi. Keller dubitava fortemente che fosse legittimo applicare metodi etnologici allo studio di culture completamente prive di scrittura per uno storico medievale letterato ed erudito come Vitichindo; piuttosto, questo aveva argomentato il suo punto di vista «sostenendosi con l'intero arsenale di possibilità di progettazione letteraria di una cultura scritta ricca di tradizione». Keller ha obiettato alla critica di Fried sulla tradizione, in quanto nel 967/68 c'erano ancora testimoni contemporanei che avevano vissuto direttamente gli eventi delle rivolte e alle decisioni riguardo alla successione degli anni 919, 929/30 e 936 e non era possibile ignorare la loro memoria. Partendo dalle deposizioni dei testimoni italiani del XII e XIII secolo, si sa che la memoria dei testimoni anziani, secondo le loro stesse dichiarazioni, arrivava fino a 70 anni addietro e quindi, secondo Keller, un'elevazione regia con unzione simultanea ebbe luogo in epoca ottoniana per la prima volta nel 961 e non già nel 936. Keller ha inteso il racconto di Vitichindo dell'elezione e dell'incoronazione di Ottone I ad Aquisgrana nel 936 come una proiezione retrospettiva da parte dello storico dell'incoronazione e dell'unzione di Ottone II ad Aquisgrana nel 961, alla quale egli era presente come testimone. Keller aveva già sostenuto questa tesi nelle conferenze del 1969 e del 1972. La consacrazione spirituale di Ottone era già avvenuta a Magonza nel 930. Keller si riferì a una nota negli Annali di Losanna del XIII secolo, che ha acquisito un nuovo significato grazie al lavoro di Schmid sulla successione di Enrico nella regalità e quindi conseguentemente l'atto di Aquisgrana del 936 appare solo come una dimostrazione di potere. Secondo Keller, questa ricostruzione chiarisce anche la storia finora «piuttosto confusa del diritto d'incoronazione e del luogo d'incoronazione nell'impero romano-tedesco». Tuttavia, egli non considera Vitichindo un redattore di favole: piuttosto, Keller valuta il resoconto di Vitichindo della storia "auto vissuta" come un'opinione su questioni attuali e la descrizione dell'incoronazione di Vitichindo dovrebbe essere intesa come una critica alla crescente influenza della Chiesa sulla legittimazione dell'azione regia e alla crescente sacralizzazione della regalità. Lo storico sassone oppone a questo sviluppo il “piano divino di salvezza”, cioè l'ascesa dei Sassoni alla regalità come espressione del volere divino, e la regalità guerriera. Keller arrivò a risultati completamente diversi da Hartmut Hoffmann, che respinse le tesi di Schmid riguardo ad una decisione sul successore nel 929/30 e la relativa unzione anticipata di Ottone.
In un'ulteriore indagine, Keller cerca di dimostrare che la visione della storia di Vitichindo riguardo alla regalità ottoniana era influenzata dal pensiero biblico. Le esortazioni che Giuda Maccabeo o i suoi fratelli avrebbero rivolto alle loro truppe prima dell'inizio di una battaglia sono paragonabili ai discorsi dei re sassoni Enrico ed Ottone prima delle battaglie contro gli ungheresi di Riade del 933 e di Lechfeld del 955. I comandanti dell'esercito maccabeo avrebbero esortato i loro seguaci a porre tutta la loro fiducia in Dio e nelle vittorie concesse da Dio ai loro antenati e a difendere la validità della legge divina con le loro vite, mentre i nemici, invece, potevano contare solo sulla loro forza superiore e sulle proprie armi. Secondo Vitichindo, i successi militari del re Enrico e di suo figlio Ottone ripetevano le vittorie che Dio aveva concesso ai Maccabei contro la superiorità dei nemici infedeli.
Nell'esaminare la rappresentazione dei sovrani nella storiografia ottoniana degli anni '60 del X secolo (Vitichindo, Liutprando di Cremona e Rosvita), Keller si rifiuta di «interpretare le dichiarazioni degli autori semplicemente come testimonianze di una storia fluttuante delle idee di regalità». Piuttosto, secondo Keller, le affermazioni della storiografia ottoniana stavano in «rapporto diretto con la vita» e le loro formulazioni devono essere intese come una «dichiarazione su questioni che muovevano la cerchia più interna della corte, i detentori del potere in quel momento».

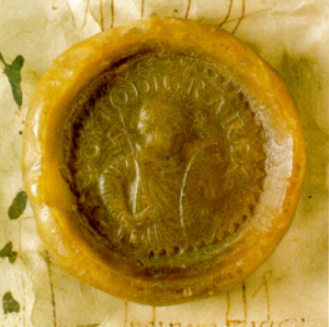
Il sigillo del re di Ottone I mostra il re con una lancia e uno scudo. Fu in uso dal 936 al 961.

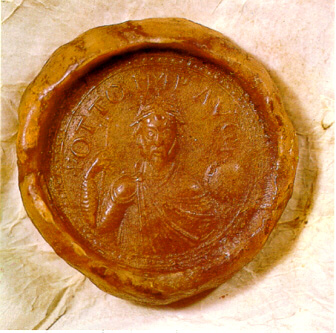
Il cosiddetto Terzo Sigillo imperiale (965) di Ottone I mostra le insegne imperiali (corona, scettro crucifero e globo) e non raffigura più il sovrano con lancia e scudo. Il precedente profilo o vista laterale sul sigillo è qua sostituito dalla vista frontale.

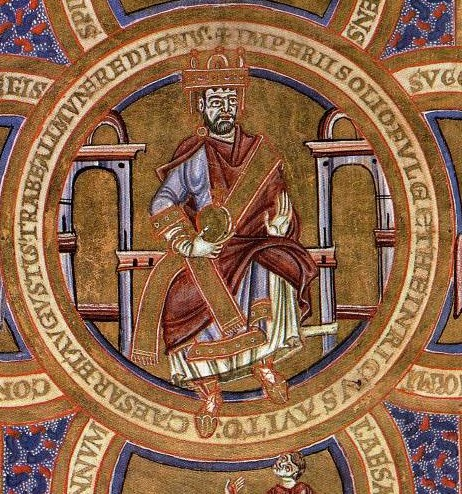
Particolare con l'imperatore Enrico II in trono (o Enrico III?) nell'Evangeliario di Montecassino (Roma, Biblioteca Apostolica Vaticana, Codex Ottob. lat. 74, fol. 193v).

Esaminando vari tipi di fonti (storiografia, simboli di sovranità, immagini di sovrani), Keller è stato in grado di stabilire un legame fondamentale tra la regalità ottoniana e l'etica cristiana dei sovrani. Nei suoi studi sul cambiamento dell'immagine del sovrano sui sigilli regi e imperiali carolingi e ottoniani, non li ha più intesi come semplice propaganda del sovrano, ma ha tenuto maggiormente conto del contesto liturgico della trasmissione. Ha osservato un cambiamento fondamentale nella rappresentazione del potere sotto Ottone il Grande. Dopo l'incoronazione a imperatore nel 962, la rappresentazione del sovrano sui sigilli passò dai modelli franco-carolingi a una rappresentazione del sovrano secondo il modello bizantino: la mezza figura del re in vista laterale divenne la rappresentazione dell'imperatore in vista frontale. Keller esaminò il ritratto del sovrano nel Codice della Biblioteca Apostolica Vaticana Ottobonianus latinus 74, conservato all'abbazia di Montecassino, e data questo manoscritto dell'epoca di Enrico III («attorno al 1045/47»). L'immagine del sovrano sul foglio 193v non rappresenta Enrico II, ma Enrico III, basando la sua tesi sul Tetralogo di Wipone e mostra somiglianze nella comprensione del sovrano tra la miniatura e l'opera letteraria. Fino all'interpretazione di Keller, il ritratto era sempre stato riferito a Enrico II.
La comunicazione simbolica divenne anche significativa per una rivalutazione della regalità altomedievale. In stretta collaborazione con Gerd Althoff, Hagen Keller ha riflettuto sulle modalità dimostrative-rituali e simboliche dell'azione nel periodo ottoniano. La ricerca sui rituali e sulle forme di comunicazione simbolica ha portato alla conclusione che le intenzioni rappresentative degli storici ottoniani si concentravano principalmente sui legami e gli obblighi del sovrano verso Dio e i fedeli. In considerazione dell'importanza dei legami personali e delle forme simboliche di comunicazione, Gerd Althoff ha sviluppato l'acuta tesi della "regalità senza stato" ottoniana.
Oltre alla mancanza di penetrazione istituzionale del regno ottoniano, l'esercizio del potere basato su legami consensuali è un criterio centrale nell'analisi di Keller sulle basi della regalità ottoniana. Secondo Keller, il re riceveva la sua dignità e autorità dal consenso dei suoi fedeli e dall'ordine legittimato da Dio, in qualità di suo amministratore. In uno studio sul ruolo del re nell'investitura dei vescovi nel regno ottoniano e salico, Keller ha dimostrato che le promozioni alle cattedre episcopali erano di solito il risultato consensuale delle negoziazioni tra il sovrano e il capitolo della cattedrale.
Nel 2001, Keller ha pubblicato un resoconto conciso della storia ottoniana per un pubblico più ampio. La quarta edizione di questa rassegna è stata pubblicata nel 2008 ed è stata tradotta in ceco nel 2004 e in italiano nel 2012. Nel 2002, in occasione del 65º compleanno di Keller, sette saggi pubblicati tra il 1982 e il 1997 sono stati pubblicati nell'antologia Ottonische Königsherrschaft. Organisation und Legitimation königlicher Macht. Insieme a Gerd Althoff, Keller ha scritto il terzo volume del nuovo "Gebhardt" (Handbuch der deutschen Geschichte), pubblicato nel 2008, sul periodo dei tardi Carolingi e Ottoniani. Keller ha scritto la sezione sul periodo dalla fine dell'impero carolingio alla fine del regno di Ottone II. Il capitolo “Lebensordnungen und Lebensformen” è stato scritto congiuntamente dai due autori. Il loro obiettivo dichiarato era una «revisione fondamentale dell'immagine tradizionale della storia», cioè la «de-nazionalizzazione dell'immagine del regno ottoniano».

### Comuni urbani italiani e cultura scritta nel Medioevo
Dal 1965 circa, i campi di relazione di persone e famiglie nel Medioevo sono stati indagati con l'ausilio di documenti privati. Questo nuovo approccio è stato implementato da Gerd Tellenbach e dai suoi studenti utilizzando esempi toscani e lombardi. La ricerca approfondita delle strutture di governo sulla base di documenti privati è stata anche di particolare importanza per la storia urbana. Nel 1969 Keller presentò il suo primo studio sull'Italia, in cui si è occupato della sede dell'esercizio della giustizia all'interno delle più grandi città della Toscana e dell'Italia settentrionale dal IX all'XI secolo, traendo conclusioni sull'equilibrio di potere tra re, vescovo, conte e patriziato urbano. Lo studio mostra come poteri nascenti nelle città, i capitanei e i valvassori, sfuggirono all'influenza del sovrano. Keller nota anche una disintegrazione delle basi materiali della regalità longobardo-italiana: le proprietà e di diritti imperiali furono persi a favore della nobiltà feudale. Nella sua tesi di post-dottorato Adelsherrschaft und Stadtgesellschaft in Oberitalien (Nobiltà e società urbana nell'Italia settentrionale), pubblicata nel 1979, non si concentra più solo sull'alta aristocrazia dei conti e dei margravi, ma anche sulla media nobiltà, sui capitanei e sui valvassori noti come (sub)vassalli episcopali. Keller analizza per la prima volta lo sviluppo dei termini plebs, populus, civis, capitaneus e valvassor nei secoli XI e XII, esaminando quindi la situazione patrimoniale dei capitanei, dei contadini e dei valvassori. Egli vede la causa delle rivolte dei vassalli dell'Italia settentrionale alla fine del X e all'inizio dell'XI secolo nella «rivendicazione dei beni ecclesiastici e dei diritti imperiali che erano stati lasciati alle chiese»: si trattava quindi di resistenza a misure che mettevano in pericolo la posizione della nobiltà. In termini di sviluppo sociale, Keller afferma che fosse presente «una costanza [nel perpetuarsi?] della classe superiore nobiliare dalla fine del IX al XII secolo e una dinamica sociale al di sotto di questo gruppo dirigente nobile che è stata modellata dal cambiamento delle strutture di governo e rafforzata dallo sviluppo economico». Poiché lo studio ha usato principalmente fonti milanesi, è stato percepito in Italia principalmente come uno studio su Milano e la sua sfera di influenza. Keller, tuttavia, ha voluto utilizzare un esempio regionale per mostrare «fino a che punto e in che modo la storia sociale dell'Italia settentrionale è stata coinvolta negli sviluppi generali della société féodale durante i secoli X-XII». L'opera di Keller, tradotta in italiano nel 1995, è considerata uno dei più importanti casi di studio sui comuni italiani.
Nel 1986 è stato istituito presso l'Università di Münster il nuovo Centro di ricerca collaborativa medievale 231 sul tema Träger, Felder, Formen pragmatischer Schriftlichkeit im Mittelalter. L'occasione per un progetto di ricerca interdisciplinare sullo sviluppo della cultura scritta europea nel Medioevo è stato il dibattito internazionale degli anni '60 e '70 sulle condizioni della comunicazione nelle società orali ed il lavoro del Centro di ricerca collaborativa ha ripreso questa prospettiva di ricerca. Il Centro di ricerca collaborativo, avviato e diretto da Keller, ha prodotto numerosi lavori sull'uso pragmatico della scrittura stessa o sulla funzione della scrittura amministrativa nei comuni del nord Italia. Il Centro di ricerca collaborativo si è inoltre occupato dello sviluppo dell'alfabetizzazione europea dall'XI all'inizio del XVI secolo. Secondo l'applicazione iniziale del 1985, questa fu l'epoca in cui la scrittura acquisì «una funzione determinante per la vita della società e dell'individuo», e i secoli XI e XII sono considerati il periodo di transizione decisivo per l'Italia settentrionale. Durante questo periodo, il linguaggio scritto si estese a tutti i settori dell'interazione umana. Il programma di ricerca del Centro di Ricerca Collaborativa è stato realizzato a partire dal 1986 attraverso indagini in sette sotto-progetti. I risultati, presentati e discussi in quattro colloqui internazionali, sono stati pubblicati in quattro ampi volumi. La scrittura pragmatica è intesa come scrittura orientata all'azione. Per "pragmatica", nel senso del programma di ricerca, si intendono tutte le «forme di scrittura che servono direttamente all'azione propositiva o che cercano di guidare l'azione e il comportamento umano fornendo conoscenza», cioè «materiale scritto, per la creazione e uso del quale erano costitutive le esigenze della vita quotidiana». Keller si è occupato della scrittura pragmatica soprattutto per quanto riguarda i comuni urbani italiani e le società comunali dell'Alto Medioevo.
Dal 1986 al 1999, Keller è stato responsabile del sotto-progetto A, Der Verschriftlichungsprozess und seine Träger in Oberitalien nell'ambito del Centro di ricerca collaborativo 231. A partire dal XII secolo, la base delle fonti nell'Italia comunale si espande: la documentazione scritta per il governo e l'amministrazione aumentò così tanto da non avere paralleli in Europa, nonostante il generale aumento della forma scritta. Secondo Keller, tre fattori hanno particolarmente favorito il processo di scrittura nell'amministrazione dei comuni italiani. Il primo era il termine per l'esercizio delle cariche comunali: al fine di garantire la continuità istituzionale, si sviluppò l'esigenza della scrittura per le attività amministrative e le fasi procedurali nell'amministrazione della giustizia. In secondo luogo, il timore dell'abuso d'ufficio portò a una definizione dettagliata dei poteri d'ufficio e delle regole di condotta per i funzionari pubblici, al fine di poter verificare la correttezza del loro agire durante il periodo della carica e dell'azione amministrativa e, in caso di violazione delle norme, si dovettero determinare le sanzioni. Il terzo fattore furono i crescenti sforzi della comunità per provvedere al sostentamento, alla sicurezza e alla prosperità della comunità. L'espansione dell'uso della scrittura nell'Italia comunale diede origine a un nuovo genere di fonte nella forma degli statuti, la raccolta completa delle leggi, la cui genesi, storia iniziale, struttura e significato sociale Keller ha indagato con il suo progetto di ricerca. La fissazione di norme attraverso gli statuti è intesa come espressione di un profondo cambiamento culturale nei comuni italiani. Di conseguenza, il forte aumento della scrittura è stato accompagnato da una moltitudine di nuove disposizioni statutarie (addenda), un ordinamento sistematico dei libri degli statuti e una riedizione periodica (reformatio). Nel giro di pochi decenni, le forme di sicurezza giuridica e la procedura legale cambiarono radicalmente.
Il progetto di ricerca sull'uso pragmatico della scrittura nell'Italia comunale si è inizialmente concentrato sulla modernizzazione del governo e dell'amministrazione. Ulteriori ricerche, tuttavia, hanno rivelato anche gli svantaggi dell'uso della scrittura: infatti questa aveva portato con sé una maggiore irreggimentazione della gestione economica contadina e della vita di villaggio e, ad esempio, alle comunità rurali veniva prescritto quanto grano dovevano consegnare alla città, suddiviso per varietà e gli affitti, che stavano diventando più comuni, specificavano in dettaglio i prelievi su ogni coltura. L'allevamento del bestiame da parte degli agricoltori si ridusse a vantaggio dei cereali e le comunità urbane vietarono alla popolazione montana di allevare animali da soma: solo mugnai e carrettieri erano autorizzati a tenere un numero ben definito di questi animali e dovettero portare con sé i documenti di registrazione per i controlli delle pubbliche autorità.
Keller e il suo gruppo di ricerca a Münster sono stati in grado di utilizzare numerosi esempi per mostrare come l'azione amministrativa e governativa dei comuni italiani venivano scritte continuamente e senza soluzione di continuità. Questo fu anche accompagnato da un nuovo modo di trattare i registri: attraverso un'archiviazione precisa, i documenti poterono essere trovati e riutilizzati anche dopo generazioni. La documentazione scritta aiutava, ad esempio, a garantire che i propri cittadini fossero provvisti in tempi di bisogno, e rendeva anche più facile rintracciare gli eretici. Secondo Thomas Scharff, un collega di Keller, l'inquisizione medievale fu «inconcepibile senza l'aumento della forma scritta pragmatica».
Sulla base dei suoi studi sul materiale amministrativo scritto nei comuni italiani, che crebbe immensamente a partire dalla fine del XII secolo, Keller si occupò delle concomitanze sociali e delle conseguenze antropologiche di questo processo di scrittura, chiedendosi il significato della scrittura per l'orientamento al mondo e le strategie d'azione delle persone. La sua tesi è «che le forme di orientamento cognitivo legate alla scrittura hanno un significato diretto per il processo di individualizzazione che può essere tracciato nella società europea dall'Alto Medioevo». Queste considerazioni sono legate alla discussione generale sull'emergere dell'individualità a partire dal XII secolo. Basandosi sulla riscossione delle tasse e sulla politica agraria e dell'approvvigionamento, Keller dimostrò che le condizioni di vita di ogni singolo cittadino nel comune erano incorporate in procedure controllabili attraverso la scrittura amministrativa. Allo stesso modo, il processo di scrittura intorno al 1200 portò anche a un profondo cambiamento nella vita giuridica delle città italiane. La scrittura della legge significava che l'individuo poteva liberarsi dai legami di gruppo e collocarsi nell'ordine politico e sociale.

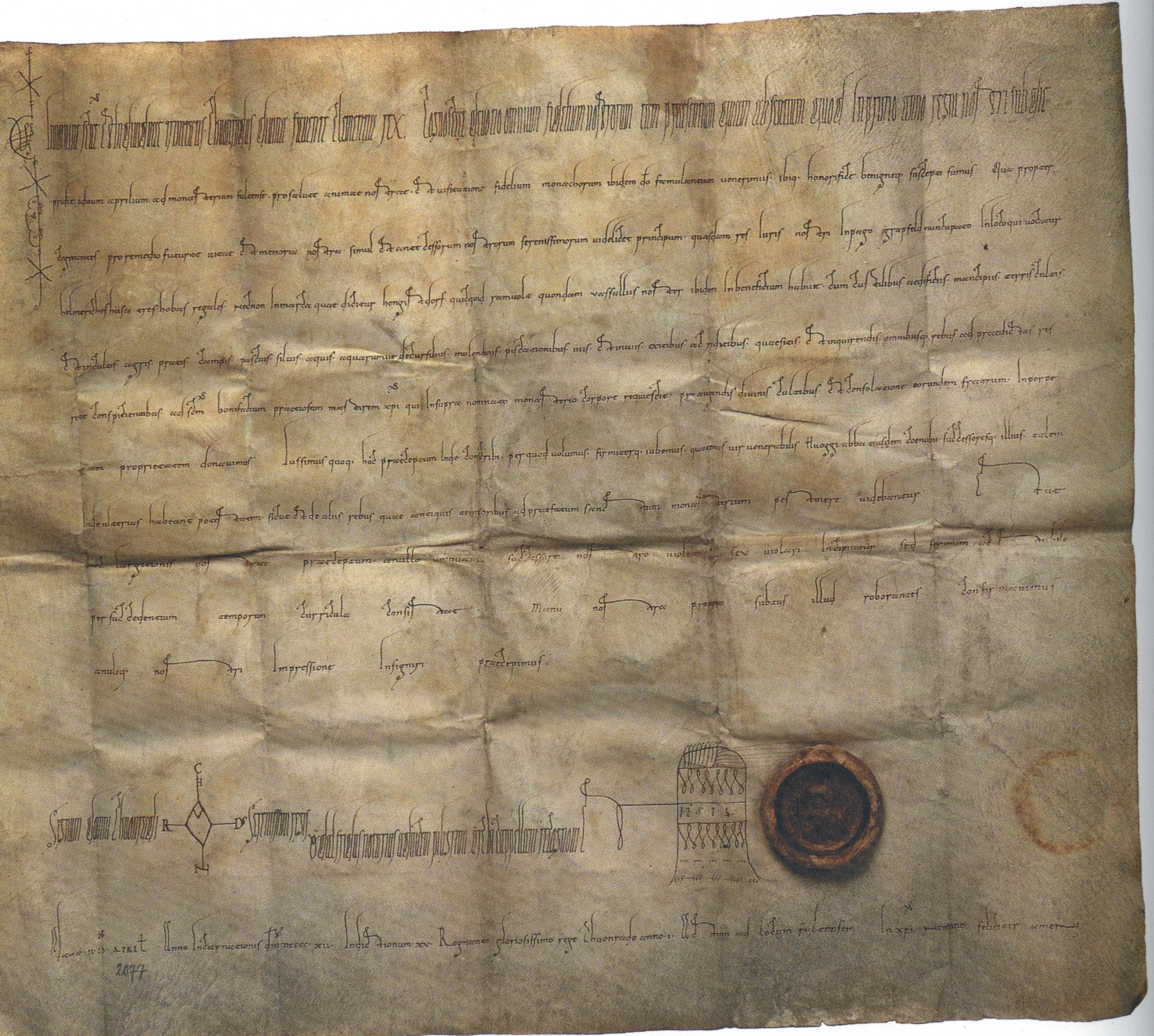
Atto di donazione del re di Corrado I all'abbazia di Fulda del 12 aprile 912.

### Comunicazione simbolica
Il sottoprogetto diretto da Keller, "Urkunde und Buch in der symbolischen Kommunikation mittelalterlicher Rechtsgemeinschaften und Herrschaftsverbände" (2000-2008), faceva parte del Sonderforschungsbereich 496: Symbolische Kommunikation und gesellschaftliche Wertesysteme vom Mittelalter bis zur französischen Revolution. Una delle domande centrali del Centro di ricerca collaborativa è stata: «Quando e perché le persone hanno cambiato gli atti di comunicazione simbolica, ne hanno introdotti di nuovi o hanno rinunciato a quelli vecchi?»; in questo sotto-progetto, l'Italia comunale è stata al centro della ricerca, e riguardava le possibilità di interpretare l'uso della scrittura nel suo contesto comunicativo. L'obiettivo era quello di acquisire nuove conoscenze sulla redazione e sull'uso dei documenti di governo nell'alto e nel basso medioevo.
L'inclusione della comunicazione simbolica ha contribuito a una rivalutazione della forma scritta. Secondo Keller, nelle Herrschaftsverbänden e nelle comunità giuridiche del primo Medioevo, gli atti erano «il mezzo di comunicazione scritta più importante e allo stesso tempo più solenne». Nel caso delle carte dei governanti, Keller ha chiesto una maggiore considerazione dell'atto di privilegio, che è stato poco studiato fino ad oggi, e delle circostanze che hanno portato alla redazione delle carte. Una valutazione completa e adeguata del significato storico di un documento è possibile solo se si tiene conto della comunicazione simbolica. Keller presuppone uno stretto intreccio tra il testo dell'atto e l'interazione pubblica carica di simboli. Solo quando la rispettiva struttura e contesto globale e la rispettiva situazione storica sono prese in considerazione in un diploma, sono date le premesse per una migliore comprensione del privilegio e dell'atto di privilegio. Keller considera quindi le carte non solo come documenti testuali o legali, ma anche come un mezzo di rappresentazione e autoespressione del sovrano e come un "segno di sovranità" nella comunicazione del re con i suoi fedeli. Secondo Keller, l'atto di emettere un atto non era tanto un'espressione della libera volontà di un sovrano, ma piuttosto il risultato di un processo di comunicazione e costruzione del consenso tra il sovrano e vari gruppi di interesse. Il privilegio va interpretato come un evento comunicativo di forma rituale che va ben oltre il semplice atto di consegna di documenti. Il contesto diretto in cui un documento viene creato e utilizzato può essere meglio compreso collocandolo nel contesto degli atti cerimoniali. Parti dell'atto dovevano essere interpretate come segnali comunicativi specifici. La carta di un sovrano, che risolve per iscritto una questione legale, diventa così una fonte per una situazione concreta nell'Herrschaftsverband medievale. Secondo la ricerca di Keller, gli «elementi della cultura scritta per garantire l'autenticità» negli antichi documenti carolingi intorno agli anni '60 del IX secolo furono sostituiti da una maggiore enfasi pubblica e rappresentatività cerimoniale nell'atto notarile. A questo scopo, il monogramma e il sigillo completati dal re sono stati ingranditi e chiaramente staccati dal testo. La «presentazione visiva del documento» sembra essere «incorporata in un cambiamento di comunicazione pubblica tra il sovrano e i suoi fedeli». Con la maggior enfasi sul sigillo, infatti, si teneva conto della scarsa alfabetizzazione dei titolari di cariche secolari. Il documento diventa così un veicolo di comunicazione simbolica nel X secolo. Secondo Keller, durante l'XI e il XII secolo, il significato dell'atto di autenticazione e del documento cambiò, come cambiò la percezione delle basi sociali del diritto e la garanzia di questo da parte dei governanti e della comunità. A partire dalla metà del XII secolo, si può osservare un'espansione dell'uso della scrittura e una differenziazione dei documenti redatti a scopo mercantile, che intervengono nel contesto socio-culturale.

### Cambiamenti nei tempi dei Salici e degli Staufer
In un articolo pubblicato nel 1983 sull'azione politica dei duchi svevi dei secoli XI e XII come pretendenti al trono, Keller diede il via ad un cambiamento di paradigma negli studi medievali di lingua tedesca con la nozione di Fürstenverantwortung für das Reich (responsabilità principesca del regno). Il suo nuovo approccio alla ricerca ebbe come punto di partenza le motivazioni dei grandi e sulla relazione fondamentale tra re, principe e regno nel suo insieme. Keller identificò un cambiamento nella percezione delle elezioni nell'XI e XII secolo e fu in grado di mostrare che il comportamento dei duchi svevi aveva altre motivazioni rispetto a quello precedentemente assunto di Eigennutz der Fürsten (interesse personale dei principi). Dal 1002 e sempre più dal 1077, i principi pretesero di poter agire come un «gruppo per il regno [...] e di affermarsi come interesse pubblico generale contro gli interessi particolari». Questo fece del regno «un'associazione capace di agire anche senza il re». Con questo punto di vista, Keller si oppose alla vecchia opinione medievistica, che vedeva i principi come «i becchini dell'impero», il cui comportamento nel corso del Medioevo avrebbe contribuito al declino del potere centrale regio.
Il resoconto di Keller dell'Alto Medioevo nel secondo volume della Propyläen-Geschichte Deutschlands (1986) è stato ampiamente riconosciuto nella medievistica. Il libro è diviso nelle tre parti principali Das Reich der Salier im Umbruch der frühmittelalterlichen Welt (1024–1152) (Il regno salico nello sconvolgimento del mondo altomedievale (1024-1152)) (pp. 57–216), Die Neugestaltung der Lebensverhältnisse in der Entfaltung menschlichen Denken und Handelns (Il rimodellamento delle condizioni di vita nello sviluppo del pensiero e dell'azione umana) (pp. 219–371) e Das deutsche Reich zwischen Weltkaisertum, päpstlicher Vollgewalt und Fürstenmacht (1152-1250) (L'impero tedesco tra impero mondiale, autorità papale e potere principesco (1152-1250)) (pp. 375–500). Nel suo lavoro, Keller non interpretò più i conflitti dei periodi dei Salici e degli Staufer come dispute tra regalità e nobiltà, ma descrisse piuttosto la «regalità nella e sopra la lotta di rango dei grandi». Combattere le ribellioni era stata una parte essenziale dell'attività di governo dei Salici. Secondo Keller, i conflitti sorgevano ogni volta che sorgevano minacce di cambiamenti nella gerarchia e nella struttura del potere; specie quando le cariche o i feudi dovevano essere riassegnati dopo la morte dei loro titolari, cosa che faceva sorgere spesso delle controversie. Uno dei compiti centrali del potere regio era quello di mediare i conflitti locali. A differenza di storici come Egon Boshof o Stefan Weinfurter, Keller non considerò le crescenti critiche al governo di Enrico III nell'ultimo decennio del suo regno come un segno di una crisi radicale, poiché altrimenti si dovrebbe descrivere l'intero periodo ottoniano e salico come un'epoca di crisi.
In una conferenza tenuta nel settembre 2000 e data alle stampe nel 2006, Keller ha notato un cambiamento dei valori sociali nel XII secolo. Egli osserva un più netto emergere della personalità individuale nella società. Allo stesso tempo, diventa visibile un cambiamento nell'ordine politico, che inquadrava più fortemente di prima l'esistenza personale delle persone in norme universalmente valide. Secondo Keller, entrambi gli sviluppi appartengono a fenomeni complementari. Sulla base di numerosi mutamenti politici e sociali, sostiene la sua tesi di un intreccio tra ordine della comunità e responsabilità dell'individuo: dal XII secolo, per esempio, il giuramento non solo acquisì un maggiore significato, ma con esso l'individuo si legava a tutta l'associazione politica. A partire dal XII secolo, inoltre, emerse un'innovazione nel giuramento, percepito come impegno nei confronti dei principi verso la comunità. Inoltre, non solo il sistema giuridico era cambiato nel XII secolo, ma soprattutto era cambiata la concezione del diritto. Nel diritto penale cambiò la concezione della pena e della colpa: l'atto commesso sotto la responsabilità personale non era più oggetto di compositio, ma da punire con una pena graduata secondo la gravità del reato. Keller dedicò altre pubblicazioni ai cambiamenti e agli sconvolgimenti del XII secolo.

## Conseguenze scientifiche
Con la sua analisi della regalità ottoniana, le sue osservazioni storiche costituzionali e regionali sulla penetrazione di un territorio da parte della regalità, con le sue ricerche su rituali e conflitti, nonché con le sue osservazioni su documenti e sigilli come veicolo di comunicazione tra i sovrani e destinatari dei documenti, Keller ha dato un contributo significativo alla rivalutazione della regalità alto-medievale che è iniziata nella ricerca negli anni '80. Hans-Werner Goetz (2003), ad esempio, vede la regalità altomedievale come caratterizzata principalmente dai rituali e dalla rappresentazione del potere.
Le conclusioni di Keller presentate nel 1982 sull'esercizio del potere regio, che comprendeva tutte le parti dell'impero intorno al 1000, sono state ampiamente accettate nella ricerca. Nel 2012, tuttavia, Steffen Patzold, in contrasto con la visione di Keller dell'integrazione dei ducati della Germania meridionale, considera la Svevia come una zona periferica dell'impero anche sotto Enrico II, poiché non vi ebbe luogo neanche un singolo sinodo presieduto dal suddetto sovrano e anche la celebrazione di una festa solenne (Natale, Pasqua e Pentecoste), che era considerata un atto di rappresentanza regia e di esercizio del potere, ebbe luogo solo una volta in Svevia. Patzold ha fatto riferimento anche al materiale documentario, evidenziando che solo il 5% di tutti i documenti di Enrico II venne emesso in Svevia.
L'interpretazione dei documenti dei governanti come anche mezzi visivi, sostenuta da Keller e dal suo gruppo di ricerca, è stata generalmente accettata negli studi storici, e le opere più recenti difficilmente percepiscono i documenti come semplici testi.
I lavori emersi dal progetto “Der Verschriftlichungsprozess und seine Träger in Oberitalien” tra il 1986 e il 1999 sono stati finora recepite solo selettivamente nella medievistica italiana, probabilmente principalmente per ragioni linguistiche.
Nel 2001 August Nitschke si è espresso contro l'eccessiva enfasi sul contrasto tra "stato carolingio" e la «"regalità senza stato" ottoniana. Egli giunge alla conclusione che «Il passaggio dallo stato carolingio al governo personale degli Ottoniani, a una 'Personenverbandsstaat', non ha bisogno di essere spiegato; perché tra i Carolingi non esisteva la 'statualità'». Anche in altri studi, per esempio di Roman Deutinger e Steffen Patzold, il contrasto sottolineato da Keller tra le forme di governo dell'epoca carolingia e le forme di governo di l'epoca ottoniana è visto come molto meno profondo di quello evidenziato da Keller.
La ricerca di Keller e Althoff su alleanze e giuramenti di amicitia, l'ordine di governo policentrico, cultura scritta, rituali e simboli ha portato a un notevole guadagno di conoscenza e le loro opinioni sono state ampiamente accolte negli studi medievistici contemporanei sugli Ottoniani. La loro doppia biografia, Heinrich II. und Otto der Große, pubblicata nel 1985, è stata integrata nel 2008 dalla biografia di Wolfgang Giese, in cui illustra lo stato attuale della ricerca. In un'opera pubblicata nel 2001, Jutta Schlick ha esaminato le elezioni regie e gli Hoftag dal 1056 al 1159. Nella sua tesi di abilitazione pubblicata a Passavia nel 2003, Elke Goez si è occupata della scrittura pragmatica esaminando «la pratica amministrativa e archivistica dei cistercensi, la loro gestione dei propri documenti documentari e amministrativi».
La maggior parte degli studenti di Keller erano anche membri del Centro di ricerca collaborativa di Münster; le loro posizioni sono state finanziate dalla Deutsche Forschungsgemeinschaft come parte del Centro di ricerca collaborativa. Le indagini sono quindi rimaste in gran parte incentrate sull'argomento del progetto di ricerca diretto da Keller "Der Verschriftlichungsprozess und seine Träger in Oberitalien". Questo permise di far nascere una "scuola" a Münster, nel senso di una cerchia di studenti con un campo di ricerca comune: Roland Rölker ha esaminato il ruolo delle diverse famiglie nel contado (area rivendicata come area di dominio politico-economico dei comuni) e nel comune di Modena; Nikolai Wandruszka ha analizzato lo sviluppo sociale di Bologna nell'Alto Medioevo; Thomas Behrmann ha tracciato, sulla base delle due collezioni di documenti a Novara, il capitolo della cattedrale di Santa Maria e il capitolo della basilica di San Gaudenzio, ed ha seguito il processo di scrittura dall'XI al XIII secolp, analizzando il forte aumento delle testimonianze scritte nei primi decenni del XIII secolo; Jörg W. Busch si è occupato della storiografia di Milano dalla fine dell'XI all'inizio del XIV secolo; Petra Koch ha lavorato sui codici degli statuti comunali vercellesi del 1241 e 1341, mentre Peter Lütke Westhues sugli statuti comunali veronesi del 1228 e 1276; Patrizia Carmassi ha analizzato l'uso e l'applicazione dei libri liturgici nelle istituzioni ecclesiastiche della città di Milano dal periodo carolingio al XIV secolo; Thomas Scharff ha tracciato l'uso della scrittura nel contesto dell'Inquisizione in diversi articoli; Christoph Dartmann ha esplorato gli inizi del comune milanese (1050-1140), il comune consolare di Genova nel XII secolo e il comune urbano di Firenze intorno al 1300 ed infine Petra Schulte ha trattato la pubblica fede degli atti notarili nell'Italia settentrionale del XII e XIII secolo.

## Scritti
Un elenco di pubblicazioni è apparso in: Thomas Scharff, Thomas Behrmann (ed.): Bene vivere in communitate: Beiträge zum italienischen und deutschen Mittelalter. Hagen Keller zum 60. Geburtstag überreicht von seinen Schülerinnen und Schülern. Waxmann, Münster 1997, ISBN 3-89325-470-6, pp. 311–319.
Monografie
- Die Ottonen. 5. aktualisierte Auflage. Beck, München 2017, ISBN 978-3-406-44746-4.
  - (IT) Hagen Keller, Giovanni Isabella (a cura di), Gli Ottoni. Una dinastia imperiale fra Europa e Italia (secc. X e XI), Roma, Carocci Editore, 2012, ISBN 978-88-430-5714-6.
- mit Gerd Althoff: Die Zeit der späten Karolinger und der Ottonen. Krisen und Konsolidierungen 888–1024. 10., völlig neu bearbeitete Auflage. Klett-Cotta, Stuttgart 2008, ISBN 978-3-608-60003-2.
- Ottonische Königsherrschaft. Organisation und Legitimation königlicher Macht. Wissenschaftliche Buchgesellschaft, Darmstadt 2002, ISBN 3-534-15998-5.
- mit Gerd Althoff: Heinrich I. und Otto der Große. Neubeginn auf karolingischem Erbe. Muster-Schmidt, Göttingen u. a. 1985, ISBN 3-7881-0122-9.
- Zwischen regionaler Begrenzung und universalem Horizont. Deutschland im Imperium der Salier und Staufer 1024 bis 1250 (= Propyläen-Geschichte Deutschlands. Bd. 2). Propyläen-Verlag, Berlin 1986, ISBN 3-549-05812-8.
- Adelsherrschaft und städtische Gesellschaft in Oberitalien. 9. bis 12. Jahrhundert (= Bibliothek des Deutschen Historischen Instituts in Rom. Bd. 52). Niemeyer, Tübingen 1979, ISBN 3-484-80088-7 (Teilweise zugleich: Freiburg (Breisgau), Habilitationsschrift, 1971 unter dem Titel: Keller, Hagen: Senioren und Vasallen, Capitane und Valvassoren. T. 1).
  - (IT) Hagen Keller, Signori e vassalli nell'Italia delle città (secoli IX-XII), a cura di Grado G. Merlo, traduzione di Andrea Piazza, Utet, Torino 1995.
- Kloster Einsiedeln im ottonischen Schwaben (= Forschungen zur oberrheinischen Landesgeschichte. Bd. 13). Alber, Freiburg i. Br. 1954.
- (IT) Hagen Keller, Il laboratorio politico del comune medievale, Liguori editore, Napoli 2014

Editoriali
- mit Marita Blattmann: Träger der Verschriftlichung und Strukturen der Überlieferung in oberitalienischen Kommunen des 12. und 13. Jahrhunderts (= Wissenschaftliche Schriften der WWU Münster. Bd. 25). Westfälische Wilhelms-Universität, Münster 2016, ISBN 3-8405-0142-3.
- mit Christel Meier, Volker Honemann, Rudolf Suntrup: Pragmatische Dimensionen mittelalterlicher Schriftkultur. Akten des Internationalen Kolloquiums Münster 26. – 29. Mai 1999 (= Münstersche Mittelalter-Schriften. Bd. 79). Fink, München 2002, ISBN 3-7705-3778-5. (versione digitale)
- mit Christel Meier, Thomas Scharff: Schriftlichkeit und Lebenspraxis im Mittelalter. Erfassen, Bewahren, Verändern. (Akten des internationalen Kolloquiums 8. – 10. Juni 1995) (= Münstersche Mittelalter-Schriften. Bd. 76). Fink, München 1999, ISBN 3-7705-3365-8. (Digitalisat)
- mit Franz Neiske: Vom Kloster zum Klosterverband. Das Werkzeug der Schriftlichkeit. Akten des Internationalen Kolloquiums des Projekts L 2 im SFB 231, 22. – 23. Februar 1996 (= Münstersche Mittelalter-Schriften. Bd. 74). Fink, München 1997, ISBN 3-7705-3222-8. (versione digitale)
- mit Thomas Behrmann: Kommunales Schriftgut in Oberitalien. Formen, Funktionen, Überlieferung (= Münstersche Mittelalter-Schriften. Bd. 68). Fink, München 1995, ISBN 3-7705-2944-8.
- mit Klaus Grubmüller, Nikolaus Staubach: Pragmatische Schriftlichkeit im Mittelalter. Erscheinungsformen und Entwicklungsstufen. (Akten des internationalen Kolloquiums, 17. – 19. Mai 1989) (= Münstersche Mittelalter-Schriften. Bd. 65). Fink, München 1992, ISBN 3-7705-2710-0 (Digitalisat)